# Itakura Katsumasa
Itakura Katsumasa est un nom japonais traditionnel ; le nom de famille (ou le nom d'école), Itakura, précède donc le prénom (ou le nom d'artiste).
Itakura Katsumasa (板倉 勝政, 17 avril 1759-4 avril 1821) est le septième fils d'Itakura Katsuzumi. Quatrième daimyō Ikatura du domaine de Bitchū-Matsuyama (succède à Itakura Katsuyori, auquel succède Itakura Katsuaki)[pas clair].

## Source de la traduction
- (en) Cet article est partiellement ou en totalité issu de l’article de Wikipédia en anglais intitulé « Itakura Katsumasa » (voir la liste des auteurs).